# Albert Gilles
Albert Gilles (* 30. Mai 1895 in Köln; † 7. Juni 1989 in Dellbrück (Köln)) war ein deutscher Landrat im Kreis Bitburg und im Landkreis Cochem.

## Leben und Werdegang
Der Katholik Albert Gilles war der Sohn des Oberlandesgerichtsrats Geheimer Justizrat Josef Gilles (geboren 8. Januar 1856 in Trier; gestorben 18. Januar 1924 in Köln) und dessen Ehefrau Anna Gilles, geborene Biwer. Nach dem Besuch des Schiller-Gymnasiums in Köln-Ehrenfeld, von dem er zu Ostern 1914 mit Ablegung der Reifeprüfung abging, nahm er ein Studium der Rechtswissenschaften und Nationalökonomie an der Rheinischen Friedrich-Wilhelms-Universität in Bonn auf und wurde Mitglied der katholischen Studentenverbindung KStV Arminia Bonn im KV. Unterbrochen von seinem Kriegsdienst vom 31. Januar 1915 bis zum November 1918 als Kriegsfreiwilliger während des Ersten Weltkriegs setzte er sein Studium im Anschluss in Köln (1919–1920) fort. 1920 wurde er in Heidelberg zum Doktor der Rechte promoviert, am 1. Mai desselben Jahres legte er die Erste juristische Prüfung ab. Mit dem Eintritt in den Preußischen Verwaltungsdienst als Regierungsreferendar im Jahr 1921 erhielt er dort erste Aufgaben in der vertretungsweisen Verwaltung der Landratsämter in Altenkirchen (Westerwald) und Mülheim am Rhein. 1922 wurde Albert Gilles dann in Köln mit der Arbeit Die Internationale Regelung der Arbeitslosenversicherung zum Dr. rer. pol. (rerum politicarum) erneut promoviert, verblieb dabei in der Preußischen Verwaltung und fand nach der Ernennung zum Regierungsassessor 1923 Beschäftigung bei der Regierung in Köln bzw. beim Landratsamt des Landkreises Köln.

## Landrat in Bitburg
Im April 1925 zunächst als Hilfsarbeiter an das Landratsamt in Bitburg versetzt, wurde Albert Gilles in der Nachfolge von Friedrich Loenartz im Juni 1927 mit der vertretungsweisen Verwaltung des Landratsamtes beauftragt. Loenartz war zum 1. November 1927 und auf eigenen Antrag in den Ruhestand versetzt worden, wegen der Unvereinbarkeit seines Amtes und seiner politischen Betätigung. Mit Erlass vom 15. Dezember 1927 folgte Gilles’ kommissarische Einsetzung als Landrat in Bitburg, die definitive Bestallung folgte per Erlass vom 20. Januar 1928 (ihm ausgehändigt am 26. Januar). Offiziell trat Gilles am 4. November 1938 aus dieser Stellung „wegen dauernder Dienstunfähigkeit“ aufgrund § 44 DBG in den einstweiligen Ruhestand. Tatsächlich verließ er sie auf eigenen Antrag, da er, der seit 1925 dem Zentrum angehörte, nicht länger mit den Nationalsozialisten zusammenarbeiten wollte. 1929 gehörte er in Bitburg zu den maßgeblichen Förderern und Begründern des damaligen „Kreisheimatmuseums“ und heutigen Kreismuseums, ebenso gehörte er in dieser Zeit dem Rheinischen Provinziallandtag an.

## Ab 1939
Im Januar 1939 als Landrat zur Disposition an die Regierung in Lüneburg berufen, wo er zum Kriegsverwaltungsdienst verpflichtet wurde, erhielt Albert Gilles dort mit Erlass vom 15. November 1939 zum 1. März 1940 die Versetzung in den Ruhestand wegen dauernder Dienstunfähigkeit.
Nach Kriegsende wurde Gilles am 10. September 1945 erneut zum Landrat in Bitburg ernannt, jedoch aus dieser Stellung am 24. Oktober 1946 entlassen. Eine erneute Ernennung zum Landrat, nun für den Landkreis Cochem, erfolgte am 28. April 1950. Dort war er bis zu seiner Versetzung in den Ruhestand zum 1. Mai 1960 vornehmlich mit dem Wiederaufbau des in weiten Teilen während des Zweiten Weltkriegs geschädigten und zerstörten Landkreises beschäftigt.
1954 gründete er von Cochem aus den Landesfilmdienst des neuen Bundeslandes Rheinland-Pfalz, zu dessen Ehrenvorsitzendem man ihn später wählte. Großes Augenmerk beim Wiederaufbau des Landkreises Cochem galt den Berufsschulen, hier engagierte er sich besonders für den Neubau eines eigenen Gebäudes für die Kreisberufsschule in der Kreisstadt Cochem. Weiterhin ließ er an vielen Moselorten Nussbäume pflanzen, was er als Herzensangelegenheit ansah.

## Ehrungen
Albert Gilles wurde wiederholt geehrt und mit Auszeichnungen bedacht. So ernannte ihn 1960 die Gemeinde Treis zu einem ihrer Ehrenbürger. 1962 erhielt er das  Bundesverdienstkreuz 1. Klasse sowie das Ehrenzeichen des Deutschen Roten Kreuzes. 1975 verlieh ihm zu seinem 80. Geburtstag der Landkreis Cochem-Zell seinen Wappenteller und im Jahr darauf ernannte ihn Papst Paul VI. zum Komtur des Gregoriusordens.
Von Januar 1945 bis zum Sieg der Alliierten über Deutschland im Mai 1945 versteckten die Eheleute Gilles das im Sinne der nationalsozialistischen Machthaber in einer privilegierten Mischehe lebende Ehepaar Waldemar und Frieda Fritz und deren 1935 geborenen Sohn Walter in ihrem damaligen Wohnhaus in Rheinbreitbach. Das Ehepaar Fritz führte lange Jahre in Köln eine Tabakhandlung, durch die sie Albert Gilles als Kunden kannten, Frieda war 1939 vom Judentum zum Katholizismus konvertiert. Als 1944 die Bedrohung auch für Angehörige von Mischehen immer größer wurde, deportiert und ermordet zu werden, kamen sie auf ein früheres Hilfsangebot von Albert Gilles zurück. Obwohl dessen unmittelbare Nachbarn in Rheinbreitbach nicht nur von den vermeintlich ausgebombten, angeblichen Verwandten wussten und selbst dem Nationalsozialismus anhingen, gingen Albert und Marga Gilles die nun auch für sie selbst bestehende Gefahr der Entdeckung oder des Verrats ein, verbargen sie doch zudem auch noch einen französischen Kriegsgefangenen. Für ihre Hilfe wurden sie nach einem seit September 2003 laufenden Antrag posthum am 6. Juni 2005 von der Gedenkstätte Yad Vashem als Gerechte unter den Völkern anerkannt.

## Familie
Albert Gilles heiratete am 15. Dezember 1923 in Köln Marga Honecker, die Tochter des Justizrates und Notars Peter Honecker (geboren 1. September 1860 in Bonn; gestorben 6. Oktober 1926 in Köln) und dessen Ehefrau Maria Honecker, geborene Brinck (geboren 25. Dezember 1869 in Aachen; gestorben 17. September 1918 in Rheinbreitbach). 1983 feierten die Eheleute Albert und Marga Gilles ihre Diamantene Hochzeit. Albert Gilles wurde im Familiengrab seiner Eltern auf dem Kölner Melaten-Friedhof beigesetzt.